# 전의 청안사 지장시왕도
전의 청안사 지장시왕도(全義 淸眼寺 地藏十王圖)는 세종특별자치시 전의면 청안사에 있는, 조선시대의 지장시왕도이다. 2015년 6월 10일 세종특별자치시의 유형문화재 제22호로 지정되었다.

## 지정 사유
청안사 지장시왕도는 지장보살을 중심으로 시왕과 도명존자, 무독귀왕 및 판관·사자·옥졸·동자 등의 권속을 배치한 형식의 지장시왕도이다.
지장보살 아래 협시인 무독귀왕과 도명존자가 표현되는 다른 작품과 달리 시왕을 2단으로 강조한 구도가 돋보이는 작품으로 화면 전체에 꽉 차게 인물을 배치한 구성 등에서 19세기 불화의 특징이 잘 나타나고 있다.
채운의 묘사, 가는 필선과 입체감 있는 인물 표현 등에서 경기지역 또는 충청지역 불화의 화풍이 엿보이는 작품이다.
비록, 화기가 손상되어 봉안사찰과 조성화원 등을 알 수 없지만, 19세기 지장시왕도의 특징을 잘 보여주는 작품이다.

## 참고 자료
- 전의 청안사 지장시왕도 - 국가유산청 국가유산포털